# Soleira de Palisades

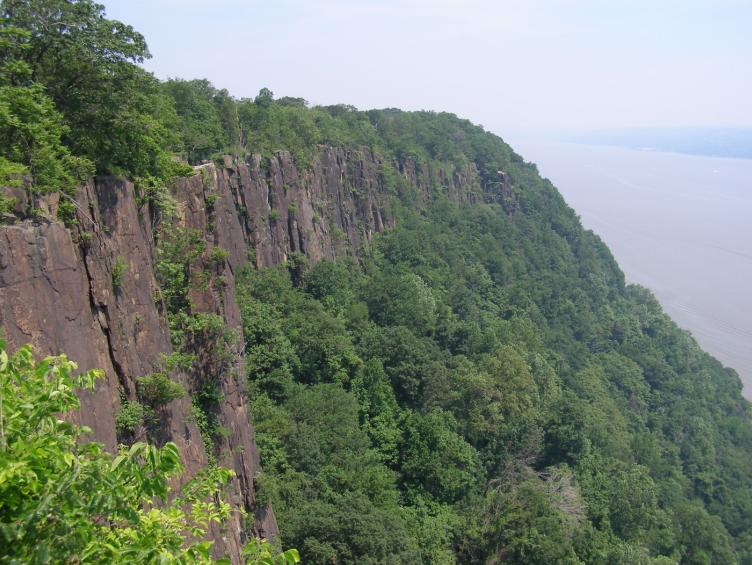
Soleira de Palisades vista desde a autoestrada de Palisades

A Soleira de Palisades é uma intrusão ígnea que se localiza em Nova Jersey, no nordeste dos Estados Unidos da América. Formada há aproximadamente 190 milhões de anos, tem cerca de 330 metros de espessura com intrusões em arenito erodido do Triássico. A única intrusão humana na área é a Ponte George Washington.